# Panayiota Poirazi
Panayiota Poirazi es una neurocientífica conocida por su trabajo en el modelado de cálculos dendríticos. Es miembro electo de la Organización Europea de Biología Molecular (EMBO).

## Educación y carrera
Poirazi estudió en la Universidad de Chipre desde 1992 hasta 1996. En 1998 obtuvo un máster en la Universidad del Sur de California, donde se doctoró en 2000. Tras su doctorado, trabajó en el Instituto de Inmunología Alexander Fleming de Grecia hasta 2001, año en que se trasladó a la Fundación para la Investigación y la Tecnología-Hellas (FORTH) de Creta (Grecia) en 2004. Desde 2021, es directora de investigación del Instituto de Biología Molecular y Biotecnología (IMBB) de la Fundación para la Investigación y la Tecnología-Hellas (FORTH).

## Investigación
Poirazi es conocida por su trabajo en neurobiología, centrado en las dendritas, la parte de la neurona que propaga las señales. Sus primeras investigaciones generaron modelos predictivos de cómo las dendritas activas y la plasticidad estructural mejoran la capacidad de almacenamiento en neuronas individuales. Ha utilizado modelos biofísicos de neuronas piramidales para demostrar que las dendritas de estas células integran las entradas de forma sigmoidal, lo que permite a las neuronas actuar como dispositivos de redes neuronales de dos capas. Poirazi ha construido un modelo a nivel de circuito del hipocampo que muestra cómo se enlazan los recuerdos a lo largo del tiempo. Ha desarrollado y aplicado modelos biofísicos para explicar cómo las neuronas humanas computan la información, centrándose en la resolución del problema XOR.

## Publicaciones seleccionadas
- Poirazi, Panayiota; Brannon, Terrence; Mel, Bartlett W. (March 2003). «Pyramidal Neuron as Two-Layer Neural Network». Neuron 37 (6): 989-999. PMID 12670427. doi:10.1016/s0896-6273(03)00149-1.
- Poirazi, Panayiota; Mel, Bartlett W. (March 2001). «Impact of Active Dendrites and Structural Plasticity on the Memory Capacity of Neural Tissue». Neuron 29 (3): 779-796. PMID 11301036. doi:10.1016/s0896-6273(01)00252-5.
- Zhou, Yu; Won, Jaejoon; Karlsson, Mikael Guzman; Zhou, Miou; Rogerson, Thomas; Balaji, Jayaprakash; Neve, Rachael; Poirazi, Panayiota et al. (November 2009). «CREB regulates excitability and the allocation of memory to subsets of neurons in the amygdala». Nature Neuroscience 12 (11): 1438-1443. PMC 2783698. PMID 19783993. doi:10.1038/nn.2405.
- Poirazi, Panayiota; Brannon, Terrence; Mel, Bartlett W. (March 2003). «Arithmetic of Subthreshold Synaptic Summation in a Model CA1 Pyramidal Cell». Neuron 37 (6): 977-987. PMID 12670426. doi:10.1016/s0896-6273(03)00148-x.
- Richards, Blake A.; Lillicrap, Timothy P.; Beaudoin, Philippe; Bengio, Yoshua; Bogacz, Rafal; Christensen, Amelia; Clopath, Claudia; Costa, Rui Ponte et al. (November 2019). «A deep learning framework for neuroscience». Nature Neuroscience 22 (11): 1761-1770. PMC 7115933. PMID 31659335. doi:10.1038/s41593-019-0520-2.

## Premios y distinciones
En 2017, Poirazi fue elegida miembro de la Organización Europea de Biología Molecular. En 2018, recibió el premio de investigación Friedrich Wilhelm Bessel de la Fundación Alexander von Humboldt.